# Staškov
Staškov (ungarisch Szaniszlófalva – bis 1907 Sztaskó) ist eine Gemeinde im Okres Čadca des Žilinský kraj im äußersten Norden der Slowakei. Die Zahl der Einwohner belief sich auf 2759 (31. Dezember 2024).

## Geographie
Die Gemeinde liegt im oberen Kysuca-Tal überwiegend am rechten Ufer der nach Osten fließenden Kysuca. Südlich des Ortes erhebt sich das Gebirge Javorníky und nördlich das Bergland Turzovská vrchovina und liegt unter dem Berg Vysoká (798 m n.m.). Die Gegend ist stark bewaldet. Staškov liegt zwischen den Städten Čadca, acht Kilometer nach Osten und Turzovka, sechs Kilometer nach Westen.

## Geschichte
Der Ort entstand im frühen 17. Jahrhundert durch wallachische Kolonisierung des Gebietes und wird zum ersten Mal 1640 erwähnt. Das Gemeindegebiet war am Anfang zwischen den Gütern von Burg Budatín und Burg Strečno aufgeteilt und die vollständige Beherrschung wechselten zwischen diesen Burgen. 1770 gab es im Ort drei Mühlen. Die Bevölkerung beschäftigte sich mit Forstwirtschaft, Flößerei, Schafzucht und Drahtbinden. 1796 wurde die erste, noch hölzerne Kirche erbaut, die 1876 durch die heutige ersetzt wurde.

## Bevölkerung
| Jahr                | 1994 | 2004    | 2014    | 2024    |
| ------------------- | ---- | ------- | ------- | ------- |
| Anzahl der Personen | 2568 | 2686    | 2761    | 2759    |
| Unterschied         |      | +4,59 % | +2,79 % | −0,07 % |

| Jahr                | 2023 | 2024 |
| ------------------- | ---- | ---- |
| Anzahl der Personen | 2759 | 2759 |
| Unterschied         |      | +0 % |

## Verkehr
Podvysoká ist über die Landesstraße 487 (Čadca – Turzovka – Makov) erreichbar. Des Weiteren gibt es eine Haltestelle an der Bahnstrecke Čadca–Makov.

## Persönlichkeiten
- Jozef Kroner (1924–1998), slowakischer Schauspieler